# 3 Batalion Zabezpieczenia Marynarki Wojennej
3 Batalion Zabezpieczenia Marynarki Wojennej – jednostka zabezpieczenia logistycznego funkcjonująca w składzie Brygady Lotnictwa Marynarki Wojennej w latach 1995 – 2002.

## Historia
Historia 3 Batalionu Zabezpieczenia nierozerwalnie wiąże się z 34 Pułkiem Lotnictwa Myśliwskiego. Na podstawie zarządzenia Szefa Sztabu Generalnego WP Nr 053/Org z dnia 27.07.1994 i rozkazu Dowódcy Marynarki Wojennej Nr 075 z dnia 25.08.1994 został rozformowany 34 Pułk Lotnictwa Myśliwskiego, na bazie którego z dniem 01.01.1995 powstał 3 Batalion Zabezpieczenia Marynarki Wojennej i 1 Pucki Dywizjon Lotniczy. Obie jednostki weszły w skład utworzonej w listopadzie 1994 roku Brygady Lotnictwa Marynarki Wojennej.

## Tradycje
Na podstawie Decyzji Nr 116/MON z dnia 17 lipca 1996 batalion przyjął imię patrona kmdr ppor. Zygmunta Horyda. Data dorocznego Święta została ustalona na dzień 12 września.
W dniu 15 września podczas uroczystej zbiórki 3 Batalion Zabezpieczenia otrzymał Sztandar, którego fundatorem była gmina Kosakowo i sponsorzy.

## Dowódcy
- kmdr ppor. Janusz Stateczny